# 정병춘
정병춘(丁炳春, 1954년 ~ , 전남 영광)은 대한민국의 세무공무원이다. 

## 학력
- 성균관대학교 학사

## 경력
- 제22회 행정고시 합격
- 제주세무서 재산세과장
- 서울지방국세청 조사국 조사담당
- 국세청 법인세과장
- 서부세무서장
- 국세청 법인납세국 법인세 과장
- 국세청 조사1과장
- 서울지방국세청 세원관리국장
- 국세청 법무심사국장
- 광주지방국세청장
- 국세청 법인납세국장
- 국세청 차장
- 법무법인 광장 고문
- 법무법인(유한) 광장 고문

## 수상
- 1993년 : 근정포장

## 참고
| 전임 한상률 | 제18대 국세청 차장 2008년 3월 30일 ~ 2008년 12월 24일 | 후임 허병익 |